# Reza Alipour

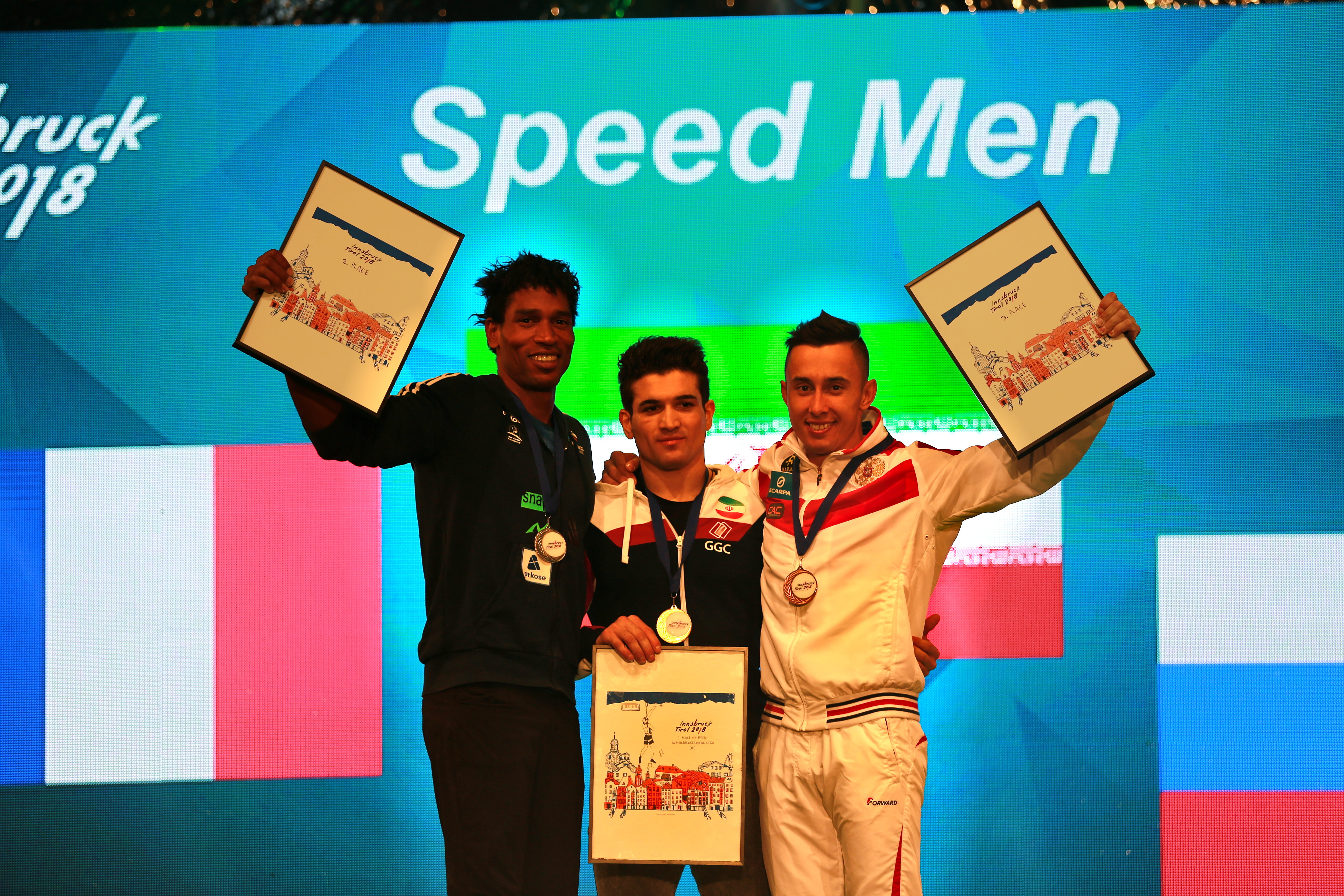
MŚ 2018 Innsbruck. Podium, stoją od lewej: Bassa Mawem, FRA (2 m.), Reza Alipour (1 m.) i Stanisław Kokorin RUS (3 m.)

Reza Alipour Shenazandifard (również Reza Alipourshenazandifar; pers. ‏رضا علیپور شنازندی فرد‎, ur. 29 kwietnia 1994 w Kazwinie) – irański wspinacz sportowy. Specjalizuje się we wspinaczce na czas. Mistrz świata we wspinaczce na czas (2018), rekordzista świata we wspinaczce na czas z wynikiem 5,48 sekundy.

## Kariera sportowa
Mistrz świata we wspinaczce na czas z 2018 roku, wicemistrz z 2016, w finale przegrał z Polakiem Marcinem Dzieńskim. W 2014 roku zdobył brązowy medal w Gijón.
Zwycięzca World Games we Wrocławiu w 2017 z czasem 5,57 s, w finale w duelu pokonał Ukraińca Danyjiło Bołdyrewa, który miał upadek. Zwycięzca igrzysk azjatyckich w Dżakarcie w 2018 – we wspinaczce na czas.
Wielokrotny medalista Mistrzostw Azji, mistrz z 2017. W 2018 został wybrany przez International World Games Association (IWGA) na super sportowca World Games roku 2017. Alipour otrzymał 90 790 głosów w konkursie, a drugie miejsce zajął ukraińska trójboistka siłowa Larysa Sołowiowa, która zdobyła 90 036 głosów.
Przez Youtuberów określany perskim gepardem (ang. Persian Cheetah).
Rekord świata
W chińskim Nankin podczas zawodów wspinaczkowych rozgrywanych w trakcie Pucharu Świata w dniu 30 kwietnia 2017 ustanowił nowy rekord świata we wspinaczce na czas,  pokonując 15 metrową ścianę w czasie 5,48 s  podczas półfinałowej wspinaczki w duelu z Francuzem Bassa Mawem. Poprzedni rekord z 2014 roku (5,60 s), należał do Ukraińca Danyjiło Bołdyrewa.

## Osiągnięcia

### Igrzyska olimpijskie
| Konkurencje  | 2024 |
| Wsp. na czas | 4    |

### World Games
| Konkurencje  | 2017 |
| Wsp. na czas | 1    |

### Mistrzostwa świata
| Konkurencje       | 2014 | 2016 | 2018 | 2019 |
| Wsp. na czas      | 3    | 2    | 1    | 6    |
| Wspinaczka łączna | —    | —    | —    |      |

### Igrzyska azjatyckie
| Konkurencje  | 2018 |
| Wsp. na czas | 1    |

### Mistrzostwa Azji
| Konkurencje  | 2013 | 2014 | 2015 | 2016 | 2017 | 2018  | 2019 |
| Wsp. na czas | 2    | 4    | 2    | 8    | 1    | 47-50 | 14   |

### Rock Master
| Konkurencje  | 2012 | 2014 | 2017 | 2018 |
| Wsp. na czas | 8    | 2    | 2    | 3    |

### Puchar Świata
| Konkurencje  | 2016 | 2017 | 2018 | 2019 |
| Wsp. na czas | 5    | 2    | 4    | 5    |